# Georges Rouliot
Georges Rouliot était un entrepreneur industriel et propriétaire immobilier français du XIXe siècle.

## Biographie
Associé d'Hermann Eckstein (1835-1893), il se rapproche ensuite d'Otto Beit. Avec lui, Lionel Phillips, et Percy Fitzpatrick, qui seront aussi comme lui présidents de la Chambre des mines d'Afrique du Sud, il fait partie de l'équipe de direction de la firme Wernher, Beit & Co. Tous soutiendront le Raid Jameson de 1895 visant à s'emparer du Transvaal pour le compte de Cecil Rhodes.
Georges Rouliot fut président de la Chambre des mines d'Afrique du Sud, appelée aussi Chambre des mines du Transvaal de 1897 à 1902. Lors de l'assemblée générale du 2 avril 1902, il est confronté aux problèmes des grèves dans l'industrie minière.
Ensuite, il prit sa retraite en 1903 et devint, avec ses amis, le baron Jacques de Gunzbourg, Raphaël-Georges Lévy et Firmin Rainbeaux, membre du conseil d'administration de la Compagnie française de banque et de mines, puis du Crédit mobilier français. La même année, il fut acquéreur du château et du domaine de Graville à Champagne-sur-Seine, à 80 km de Paris et 15 km de Fontainebleau.